# Lenguas kalam-kobon
Las lenguas kalam-kobon son una pequeña familia lingüística de dentro de las lenguas Madang, que a su vez está considerada como una rama de las lenguas trans-neoguineanas de Nueva Guinea.
Las lenguas de esta familia son:
Kalam-Tai, Kobon.
Estas lenguas son notorias entre los lingüistas por tener el menor número de verbos léxicos que ninguna otra familia de lenguas conocidas, así para el kobon se estima que sólo existen entre 100 y 120 verbos diferentes.
Aun no está claro si el idioma gant está más estrechamente relacionado con las lenguas kalam, o es una de las lenguas sogeram.
M. Ross clasifica a las lenguas de la Costa Rai como las lenguas más cercanas a las lenguas kalam y sugiere que el kalam podría ser de hecho parte de dicha familia.

## Comparación léxica
Los numerales en diferentes lenguas kalam-kobon:
| GLOSA | Kalam       | Tai                     | Kobon                       | PROTO- KALAM-KOBON |
| ----- | ----------- | ----------------------- | --------------------------- | ------------------ |
| '1'   | nokom       | nokom                   | wañiɡ nɨbö / añɨ            |                    |
| '2'   | omŋal       | omɨŋal                  | yɨɡwo / mɨhau               | *o-mɨŋal           |
| '3'   | omŋal nokom | omɨŋal nokom            | yɨɡwo aŋ nɨbö / mɨhau nɨɡaŋ | *2+1               |
| '4'   | omŋal omŋal | omɨŋal omɨŋal / tɨŋɡaup | yɨɡwo aŋ mɨlö / mɨhau mɨhau | *2+2               |
| '5'   | 2+2+1       | mamɨnt                  | mamɨd                       | *mamɨnt            |
| '6'   | 2+2+2       | kaŋɡol                  | kaɡoɬ (jɨŋ)                 | *kaŋɡoɬ (jɨŋ)      |
| '7'   |             | kuŋɡul                  | mudun (jɨŋ)                 | *                  |
| '8'   |             | ñjel                    | raleb (laŋ)                 | *                  |
| '9'   |             | añjɨp                   | alɨp (laŋ)                  | *                  |
| '10'  |             | wañjɨlem                | sɨduŋ (laŋ)                 | *                  |